# Huayucachi (distrito)
Huayucachi é um distrito da província de Huancayo, localizado do Departamento de Junín, Peru.

## Transporte
O distrito de Huayucachi é servido pela seguinte rodovia:
- PE-24, que liga o distrito de Cerro Azul (Região de Lima) à cidade de Chilca (Região de Junín)
- PE-3S, que liga o distrito de La Oroya à Ponte Desaguadero (Fronteira Bolívia-Peru) - e a rodovia boliviana Ruta 1 - no distrito de Desaguadero (Região de Puno)[2][3][4]